# Repubblica Sovietica di Stavropol'
La Repubblica Sovietica di Stavropol' (in russo: Ставропольская Советская Республика, Stavropol'skaja Sovetskaja Respublika) è stato il nome assunto dal territorio della Gubernija di Stavropol' conquistato dai bolscevichi durante la guerra civile russa. Il 6 luglio 1918 si fuse con la Repubblica Sovietica del Terek e la Repubblica Sovietica del Kuban'-Mar Nero nella Repubblica Sovietica del Caucaso Settentrionale.